# Беки, Джино
Джи́но Бе́ки (итал. Gino Bechi; 16 октября 1913, Флоренция — 2 февраля 1993) — итальянский оперный певец (баритон).

## Биография
Родился во Флоренции, там же учился вокалу. Своим единственным педагогом называл Рауля Фрацци. Дебютировал 17 декабря 1936 года в партии Жоржа Жермона («Травиата» Верди) во флорентийском театре «Томмазо Сальвини». Выступал на крупнейших оперных сценах Италии, а также во многих городах мира — в Лиссабоне, Александрии, Каире, Берлине и других. В 1940 году дебютировал в Ла Скала в опере Верди «Сила судьбы». Когда Ла Скала был вновь открыт в 1946 году, Беки исполнил заглавную роль Набукко, одну из лучших своих ролей, которую затем повторил в театре Сан-Карло в Неаполе, с Марией Каллас в роли Абигайль. Живое исполнение оперы в Сан-Карло было записано, а затем издано на диске. На сцене Ла Скала Джино Беки выступал также в «Риголетто», «Отелло», «Трубадуре». Отдавая предпочтение операм Верди, Беки был непревзойдённым исполнителем роли Фигаро в «Севильском цирюльнике» Россини.
Дискография Беки сравнительно невелика. Среди лучших записей «Сельская честь» Пьетро Масканьи (1940, с Л. Раза, Б. Джильи, М. Маркуччи и Дж. Симионато, под управлением автора), «Бал-маскарад» (1943) и «Аида» (1946) Джузеппе Верди (обе оперы записаны с Б. Джильи, М. Канильей, дирижёр — Туллио Серафин, хор и оркестр Римской оперы). В 1940-60-х годах Беки снялся в нескольких музыкальных фильмах: «Фуга на два голоса» (1942), «Секрет Дон Жуана» (1947), «Без ума от оперы» (1948), «Травиата» (1968), и других. 31 января 1963 года Беки оставил оперную сцену, в последний раз выступив в партии Фигаро в «Севильском цирюльнике». До конца жизни работал как оперный режиссёр и педагог-репетитор.